# The Hound of Shadow
The Hound of Shadow est un jeu vidéo de type fiction interactive doté d'éléments de jeux de rôle sorti sur Amiga, Atari ST et DOS. Il a été développé par Eldritch Games et édité par Electronic Arts en 1989. L'aventure se déroule à Londres dans les années 1920 dans une atmosphère fortement inspiré de l'œuvre de l'auteur américain H. P. Lovecraft.  